# Guy Remmers
Guy Remmers (Bristol, 2 de junio de 1995) es un actor británico-neozelandés.

## Biografía

### Vida y carrera
Remmers nació en 1995 Bristol, Inglaterra. Su padre es de origen neozelandés y su madre es galesa.
Asistió a la escuela Fairfield hasta los 16, lo expulsaron porque compró todas las entradas para la graduación de la escuela y las vendió a sus compañeros por un precio más alto. Él atribuye su comportamiento a que es disléxico y estaba muy frustrado.
Su pasión por la actuación comenzó durante sus años de escuela secundaria y lo llevó a realizar un año de formación formal en The Bristol Old Vic, una reconocida institución para aspirantes a actores.
Su debut teatral profesional fue en el Royal National Theatre en 'The Grandfathers' en 2015.
Dentro de su filmografía, sus actuaciones más importantes son:
The Buccaneers (2023) 
En esta serie de Apple TV que adapta la historia inconclusa de Edith Wharton donde interpreta al Duque de Tintagel, conocido como 'Theo', "el soltero más codiciado de Inglaterra". El duque taciturno y melancólico, que reside en lo alto del acantilado del castillo de Tintagel en Cornwall.

Lessons (2020)
Guy también participó en el cortometraje titulado “Lessons”. Su papel en este proyecto mostró su talento en un formato diferente, resaltando aún más su versatilidad y dedicación al arte de la actuación.
Modelaje
Es modelo en IMG y ha modelado para Richard Quinn y Chalayan. Ha trabajado en Milán, París y Londres y se enamoró de la alta costura. Prada y Dior son sus favoritos.
Pareja
Desde 2022 mantiene una relación con la actriz Kristine Froseth, se conocieron en el set de The Buccaneers.